# (3484) Neugebauer
(3484) Neugebauer est un astéroïde de la ceinture principale.

## Description
(3484) Neugebauer est un astéroïde de la ceinture principale. Il fut découvert le 10 juillet 1978 à l'observatoire Palomar par Eleanor Francis Helin et Eugene M. Shoemaker. Il présente une orbite caractérisée par un demi-grand axe de 2,59 UA, une excentricité de 0,19 et une inclinaison de 15,4° par rapport à l'écliptique.

## Compléments